# Athelas
Athelas is een term uit de boeken van J.R.R. Tolkien.
Athelas, ook bekend als koningskruid of Asëa Aranion, is een geneeskrachtige plant. Het heeft langwerpige bladeren en scheidt een zoete, doordringende geur af.
Deze plant is afkomstig uit Númenor, een legendarisch eiland ten westen van Midden-aarde. Athelas heeft sterk geneeskrachtige eigenschappen, maar aan het einde van de derde era waren die door de meesten vergeten. Slechts weinigen, zoals enkele Dolers of afstammelingen van Númenor kenden nog de waarde van deze plant.
In De Reisgenoten gebruikt Aragorn deze plant om de gevolgen van de verwonding door een Nazgûl bij Frodo tegen te gaan. Ook na de slag bij Gondor werden de ergste gewonden met Athelas behandeld.